# Alchemilla argentidens
Alchemilla argentidens är en rosväxtart som beskrevs av Robert Buser. Alchemilla argentidens ingår i släktet daggkåpor, och familjen rosväxter. Inga underarter finns listade i Catalogue of Life.